# Quinta colonna (programma televisivo)
Quinta colonna è stato un programma televisivo italiano di genere talk show, politico, rotocalco e criminologo, andato in onda in prima serata su Canale 5 dal 5 luglio al 7 agosto 2012 con la conduzione di Salvo Sottile e su Rete 4 dal 27 agosto 2012 al 10 maggio 2018 con la conduzione di Paolo Del Debbio. Il programma ha avuto sette edizioni e veniva trasmesso in diretta dallo studio 20 (nella prima edizione) e dallo studio 14 (nella seconda edizione) del Centro di produzione Mediaset di Cologno Monzese e dallo studio 1 del Centro Safa Palatino a Roma (dalla terza alla settima edizione).

## Il programma
Il programa ha fatto il suo esordio in prima serata su Canale 5 dal 5 luglio al 7 agosto 2012 con la conduzione di Salvo Sottile, ideato come spazio di approfondimento e dibattito su argomenti di cronaca nera, rosa, sportiva e politica, dallo studio 20 del Centro di produzione Mediaset di Cologno Monzese, con una scenografia che, nelle intenzioni, doveva rappresentare una grande piazza colonnata. Dal 27 agosto 2012 al 10 maggio 2018 era stato spostato su Rete 4 evolvendosi in un talk show più strettamente politico, curato e condotto da Paolo Del Debbio.
Ideato e condotto da Salvo Sottile, il programma era incentrato sull'attualità, dalla cronaca nera alla cronaca rosa, dallo sport alla politica; facevano parte del cast anche le giornaliste Siria Magri e Rosa Teruzzi (che avevano già collaborato con Sottile a Quarto grado) e il giornalista di gossip Gabriele Parpiglia, oltre ad opinionisti ed esperti in criminologia e sociologia.
Dopo l'esperimento su Canale 5, terminato dopo sei puntate, il programma torna dal 27 agosto sempre in prima serata, ma su Rete 4 in versione rinnovata, trattando solo temi di politica ed economia. La cura e la conduzione viene affidata a Paolo Del Debbio e anche lo studio viene aggiornato: la scenografia mira ad assomigliare ad un'arena, i colori dello studio e della sigla hanno come sfumatura principale l'arancione, che è anche il colore del logo di Rete 4. Inoltre, il pubblico ha la possibilità di esprimere la propria opinione sui vari temi che vengono trattati e ci sono anche collegamenti dalle varie piazze d'Italia. Nelle prime intenzioni la nuova versione su Rete 4 era stata programmata per sei puntate, ma visti i buoni risultati d'ascolto (media di 1 594 000 spettatori e 6,88% di share), Mediaset lo trasforma in un appuntamento regolare nel palinsesto della rete curato da Raffaella Regoli e Antonello Sette.
La seconda edizione del programma, condotta da Del Debbio, era andata in diretta dallo studio 14 del Centro di produzione Mediaset di Cologno Monzese, mentre dalla terza alla settima edizione il programma era andato in diretta dallo studio 1 del Centro Safa Palatino di Roma.
Il 10 maggio 2018 il programma chiude i battenti e al suo posto, dalla stagione successiva, vanno in onda Quarta Repubblica con la conduzione di Nicola Porro e W l'Italia - Oggi e domani con la conduzione di Gerardo Greco (quest'ultimo era andato in onda dal 13 settembre al 13 dicembre 2018, in seguito alla cancellazione causata dai bassi ascolti dal 7 marzo 2019 era stato sostituito dal programma Dritto e rovescio sempre con la conduzione di Paolo Del Debbio).

### Studi televisivi
| Studio televisivo                                              | Edizione | Edizione | Edizione | Edizione | Edizione | Edizione | Edizione | Totale |
| Studio televisivo                                              | 1ª       | 2ª       | 3ª       | 4ª       | 5ª       | 6ª       | 7ª       | Totale |
| -------------------------------------------------------------- | -------- | -------- | -------- | -------- | -------- | -------- | -------- | ------ |
| Studio 20 del Centro di produzione Mediaset di Cologno Monzese |          |          |          |          |          |          |          | 1      |
| Studio 14 del Centro di produzione Mediaset di Cologno Monzese |          |          |          |          |          |          |          | 1      |
| Studio 1 del Centro Safa Palatino, Roma                        |          |          |          |          |          |          |          | 5      |

## Edizioni
| Edizione | Anno      | Rete televisiva | Conduzione       | Periodo           | Periodo        | Puntate | Regia            | Studio                                                         |
| Edizione | Anno      | Rete televisiva | Conduzione       | Inizio            | Fine           | Puntate | Regia            | Studio                                                         |
| -------- | --------- | --------------- | ---------------- | ----------------- | -------------- | ------- | ---------------- | -------------------------------------------------------------- |
| 1ª       | 2012      | Canale 5        | Salvo Sottile    | 5 luglio 2012     | 7 agosto 2012  | 6       | Dario Calleri    | Studio 20 del Centro di produzione Mediaset di Cologno Monzese |
| 2ª       | 2012-2013 | Rete 4          | Paolo Del Debbio | 27 agosto 2012    | 17 giugno 2013 | 38      | Giorgio Bardelli | Studio 14 del Centro di produzione Mediaset di Cologno Monzese |
| 3ª       | 2013-2014 | Rete 4          | Paolo Del Debbio | 9 settembre 2013  | 26 maggio 2014 | 33      | Giorgio Bardelli | Studio 1 del Centro Safa Palatino, Roma                        |
| 4ª       | 2014-2015 | Rete 4          | Paolo Del Debbio | 8 settembre 2014  | 1º giugno 2015 | 34      | Giorgio Bardelli | Studio 1 del Centro Safa Palatino, Roma                        |
| 5ª       | 2015-2016 | Rete 4          | Paolo Del Debbio | 7 settembre 2015  | 20 giugno 2016 | 35      | Giorgio Bardelli | Studio 1 del Centro Safa Palatino, Roma                        |
| 6ª       | 2016-2017 | Rete 4          | Paolo Del Debbio | 12 settembre 2016 | 19 giugno 2017 | 34      | Giorgio Bardelli | Studio 1 del Centro Safa Palatino, Roma                        |
| 7ª       | 2017-2018 | Rete 4          | Paolo Del Debbio | 11 settembre 2017 | 10 maggio 2018 | 31      | Giorgio Bardelli | Studio 1 del Centro Safa Palatino, Roma                        |

## Audience
| Edizione | Rete televisiva | Anno      | Stagione         | Orario      | Durata  | Programmazione | Programmazione | Programmazione | Programmazione | Programmazione | Programmazione | Programmazione | Collocazione | Telespettatori | Share |
| Edizione | Rete televisiva | Anno      | Stagione         | Orario      | Durata  | L              | M              | M              | G              | V              | S              | D              | Collocazione | Telespettatori | Share |
| -------- | --------------- | --------- | ---------------- | ----------- | ------- | -------------- | -------------- | -------------- | -------------- | -------------- | -------------- | -------------- | ------------ | -------------- | ----- |
| 1ª       | Canale 5        | 2012      | estate           | 21:20-00:50 | 180 min |                | [ N 1 ]        |                | [ N 2 ]        |                |                |                | Prima serata | 1 594 000      | 6,88% |
| 2ª       | Rete 4          | 2012-2013 | estate-primavera | 21:20-00:50 | 180 min | [ N 3 ]        |                |                | 1 845 000      | 6,78%          |                |                | Prima serata |                |       |
| 3ª       | Rete 4          | 2013-2014 | estate-primavera | 21:20-00:50 | 180 min | [ N 3 ]        | 934 000        | 4,10%          |                |                |                |                | Prima serata |                |       |
| 4ª       | Rete 4          | 2014-2015 | estate-primavera | 21:20-00:50 | 180 min | [ N 3 ]        | 1 456 000      | 7,67%          |                |                |                |                | Prima serata |                |       |
| 5ª       | Rete 4          | 2015-2016 | estate-primavera | 21:20-00:50 | 180 min | [ N 3 ]        | 943 000        | 5,70%          |                |                |                |                | Prima serata |                |       |
| 6ª       | Rete 4          | 2016-2017 | estate-primavera | 21:20-00:50 | 180 min | [ N 3 ]        | 1 064 000      | 6,02%          |                |                |                |                | Prima serata |                |       |
| 7ª       | Rete 4          | 2017-2018 | estate-primavera | 21:20-00:50 | 180 min |                | [ N 4 ]        | [ N 5 ]        | 1 015 000      | 5,10%          |                |                | Prima serata |                |       |

## Spin-off

### Quinta colonna - Il quotidiano(2013)
Il 22 aprile 2013 parte, in diretta da un'ala dello studio 10 del Centro di produzione Mediaset di Cologno Monzese con la conduzione di Paolo Del Debbio, la prima edizione di Quinta colonna - Il quotidiano, uno spin-off trasmesso dal lunedì al venerdì sotto forma di "striscia quotidiana" nell'access prime time di Rete 4, seguendo il modello dell'appuntamento del lunedì sera. La media auditel della prima edizione, che aveva Claudio Brachino come direttore responsabile, è di 1 218 000 telespettatori con il 4,90% di share. Questo spin-off è il primo talk politico (dai tempi dell'anchorman Gianfranco Funari oltre venti anni prima) di Mediaset nell'access prime time si poneva come il diretto concorrente del più noto programma di LA7 Otto e mezzo, ottenendo buone recensioni Secondo la critica, la "striscia quotidiana" di Del Debbio ha progressivamente modificato il format della trasmissione avvicinandosi ad una specie di "via di mezzo" tra quello della concorrenza e quello del collaudato appuntamento del lunedì in prima serata. Il 26 agosto parte la seconda edizione, questa volta in onda dallo studio 1 del Centro Safa Palatino di Roma e con Mario Giordano come direttore responsabile: il 6 dicembre l'appuntamento quotidiano viene cancellato per esigenze di risparmio e sostituito dalle nuove puntate della soap opera Tempesta d'amore preceduta dalle repliche de Il segreto.
Parte della critica ipotizzò pressioni politiche dietro la chiusura della versione quotidiana: qualche mese dopo fine dello spin-off quotidiano Del Debbio ha svelato, in una intervista pubblicata ad Andrea Scanzi, che a suo tempo alcuni politici dell'allora PDL avevano fatto pressioni presso Mediaset per far chiudere il suo spin-off quotidiano.

### Dalla vostra parte(2015-2018)
Il 3 marzo 2015 ha debuttato nell'access prime time di Rete 4 (dalle 20:30 alle 21:20) Dalla vostra parte, nuovo spin-off quotidiano di Quinta colonna, realizzato in collaborazione con il TG4 e condotto da Paolo Del Debbio. Sono molti i punti in comune con il programma settimanale (dagli argomenti agli ospiti), mentre con il telegiornale condivide lo studio e la direzione di Mario Giordano (oltre ad alcuni giornalisti). La prima edizione riscuote un buon successo, tanto da confermare il programma per la stagione 2015-2016 e di crearne la versione estiva intitolata Dalla vostra parte... anche d'estate (condotta da Giuseppe Brindisi per il mese di agosto e i primi giorni di settembre 2015 e il mese di giugno 2016, da Maurizio Belpietro per l'estate 2016 dal 27 giugno al 9 settembre). Il programma viene confermato anche per la stagione 2016-2017, condotta da Maurizio Belpietro (come è già accaduto nell'edizione dell'estate 2016), mentre durante l'estate 2017 era andata in onda la versione Le storie condotta da Marcello Vinonuovo. Il programma ha chiuso i battenti il 7 aprile 2018, venendo poi sostituito due giorni dopo da Stasera Italia, condotto da Giuseppe Brindisi.

## Controversie
Alcune controversie relative a questo programma erano state le seguenti:
- Il 17 ottobre 2012[27] la stampa italiana riporta la notizia secondo la quale alcuni dirigenti nazionali del PDL avrebbero chiesto a Silvio Berlusconi di telefonare a Mediaset per far cancellare il programma condotto da Paolo Del Debbio: il presidente del PDL, però, ha respinto le richieste perché in caso di accoglimento di tale richiesta si cadrebbe nel conflitto di interessi tra il Berlusconi politico (presidente del PDL) e il Berlusconi imprenditore (azionista di riferimento di Mediaset).
- Nel 2015 il giornalista Fulvio Benelli, collaboratore del programma, produsse alcuni servizi in cui comparivano attori che recitavano parti controverse, come quella del "Truffatore rom" che rubava macchine agli italiani. Una volta divenuta di dominio pubblico la notizia della messinscena, Benelli era stato allontanato da Quinta colonna[28].

## Parodie del programma
Nell'autunno 2013 nel programma televisivo Quelli che il calcio condotto da Nicola Savino su Rai 2 era presente una parodia, che ottenne molto successo presso il pubblico e la critica, di Quinta Colonna intitolata Quelli che in colonna la domenica con l'imitazione di Del Debbio da parte del comico Ubaldo Pantani con l'ausilio di inviati e della presenza fissa di Savino. Si noti che il titolo della parodia ricorda quello dello spin-off, cioè Quinta Colonna - Il Quotidiano. Anche lo spin-off Dalla vostra parte era stato oggetto di una parodia all'interno del programma domenicale di Rai 2. Nella stagione 2016-2017 del programma ritorna la parodia sempre con l'imitazione di Ubaldo Pantani, ma con il titolo di Quelli che in colonna. Tuttavia nonostante il programma sia stato chiuso la parodia continua ad essere presente all’interno del programma.